# Гросс, Марко
Марко Гросс (нем. Marco Groß; род. 17 октября 1995, Прин-ам-Кимзее, Бавария) — немецкий биатлонист. Старший сын биатлониста Рикко Гросса.

## Карьера
Марко Гросс родился в спортивной семье - его отец Рикко Гросс четырехкратный олимпийский чемпион и девятикратный чемпион мира по биатлону, мать - Катрин. В детстве он хотел стать летающим лыжником, два года занимался в прыжковой секции, но гены взяли свое и Марко пошел по стопам отца. В 10 лет он впервые взял в руки лазерную винтовку.
В 2014 году на Чемпионате мира среди юниоров в американском Преск-Айле молодой немец завоевал две серебряные медали - в спринте и преледовании, уступив только местному спортсмену Шону Доэрти. А в индивидуальной гонке занял восьмое место.
В составе эстафетных команд Баварии дважды становился призёром чемпионатов Германии (проводится на лыжероллерах): в 2016 году — серебряным, в 2017 году — бронзовым.
В свободное время спортсмен любит играть в гольф на полях Рупольдинга. Жена — швейцарская биатлонистка Лена Хекки.